# كلارا بيترز
كلارا بيترز (بالإنجليزية: Clara Peters)‏ هي متزلجة فنية أيرلندية، ولدت في 19 يوليو 1991 في إسن في ألمانيا.

## وصلات خارجية
- كلارا بيترز على موقع الاتحاد الدولي للتزلج (الإنجليزية)